# (151430) Nemunas
(151430) Nemunas ist ein Asteroid des äußeren Hauptgürtels, der von den litauischen Astronomen Kazimieras Černis und Justas Zdanavičius am 16. März 2002 am Astronomischen Observatorium Molėtai im nordostlitauischen Molėtai im Bezirk Utena (IAU-Code 152) entdeckt wurde.
(151430) Nemunas wurde am 13. November 2008 nach dem litauischen Namen der Memel benannt. Nach der Memel wurde am 6. April 2012 ein weiterer Asteroid benannt, der von Eric Walter Elst entdeckte (40092) Memel.
Nemunas befindet sich laut der Datenbank AstDys-2 wie (423) Diotima nahe einer 1J+3S-1a Dreikörperresonanz mit Jupiter und Saturn, die gemittelte Umlauffrequenz (Kehrwert der siderischen Periode) ist etwa gleich groß wie die von Jupiter plus die dreifache Umlauffrequenz Saturns.